# 혜리
혜리(본명: 이혜리, 1994년 6월 9일~)는 대한민국의 가수, 배우이다.

## 생애
1994년 6월 9일 경기도 광주군 실촌면에서 2녀 중 첫째로 태어났다. 2살 어린 여동생이 한 명 있다. 어릴때 가난했고 할머니 밑에서 자랐다. 2010년 걸스데이로 데뷔했다.

## 학력
- 삼리초등학교 (졸업)
- 가락중학교 (졸업)
- 서울공연예술고등학교 실용음악과 (졸업)
- 건국대학교 영상영화학과 (졸업)

## 경력

### 걸스데이로 데뷔

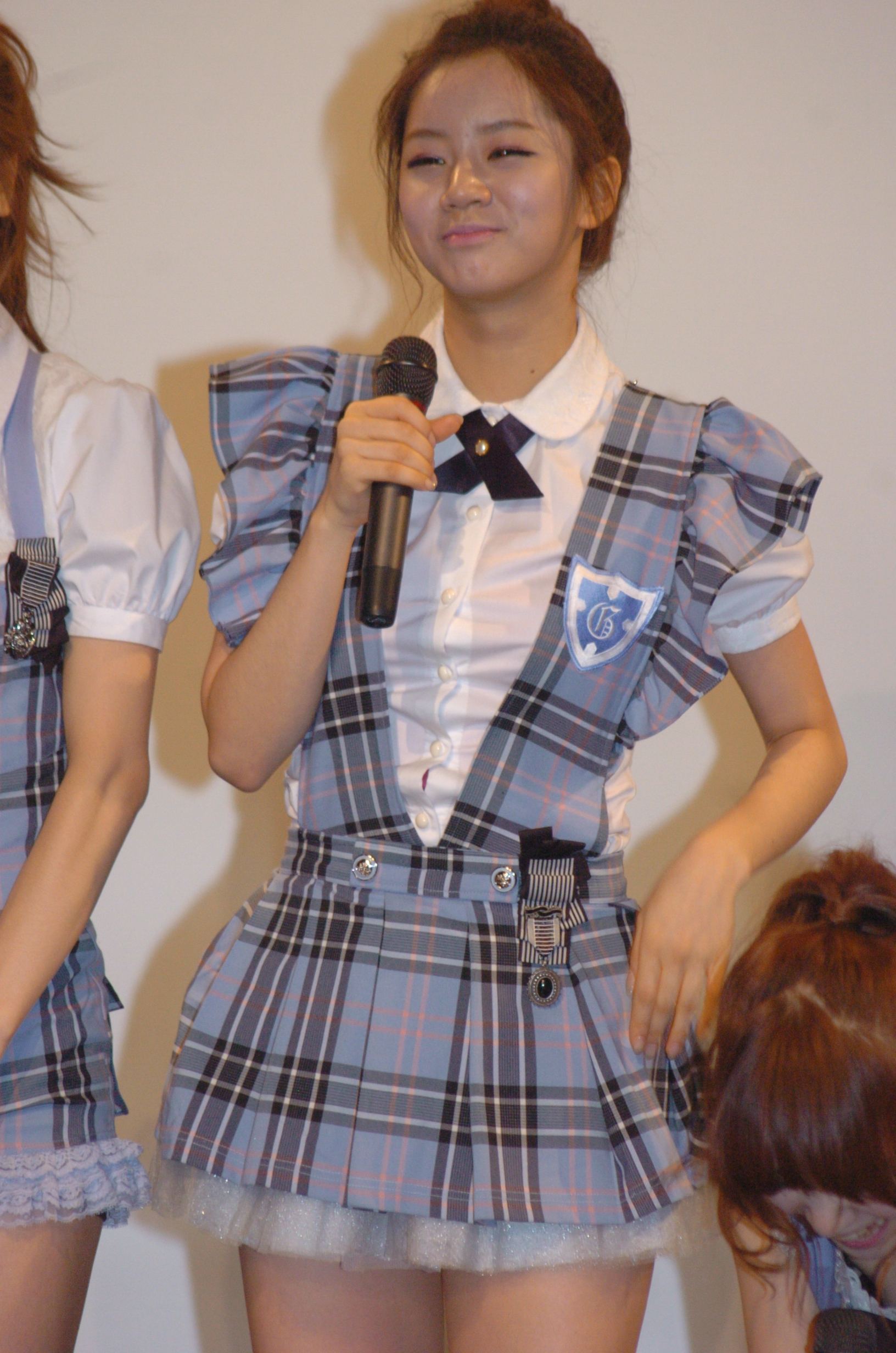
2012년 4월 16일 혜리.

2010년 9월 혜리는 유라와 걸스데이 새 멤버로 영입되어 데뷔하였다. 소속사 드림티엔터테인먼트는 "걸스데이 새 멤버로 혜리와 유라를 최종 결정, 5인조를 유지하게 됐다. 2명의 새 멤버들은 기존의 소진, 지해, 민아 등과 호흡을 맞춰 10월 29일 "Girl's Day Party 2"의 발매에 참여했다.
2012년, 혜리는 SBS 주말 드라마 《맛있는 인생》에 출연하였고, 네 자매 중 막내 딸을 연기했다.
2013년 씨클라운의 〈흔들리고 있어〉와 원더보이즈의 〈타잔〉의 뮤직비디오에 출연해 매력적인 모습을 보여줬다. 특히, 〈타잔〉의 뮤직비디오 출연은 노개런티로 이루어져 화제를 모았다.

### 2014-현재: 다양한 예능과 연기 활동
2014년 8월 혜리는 4주간에 걸쳐 방송된 MBC 리얼 버라이어티 《진짜 사나이 여군특집》에 김소연, 홍은희, 라미란, 지나, 맹승지, 쇼트트랙 박승희 선수와 함께 출연하였다.

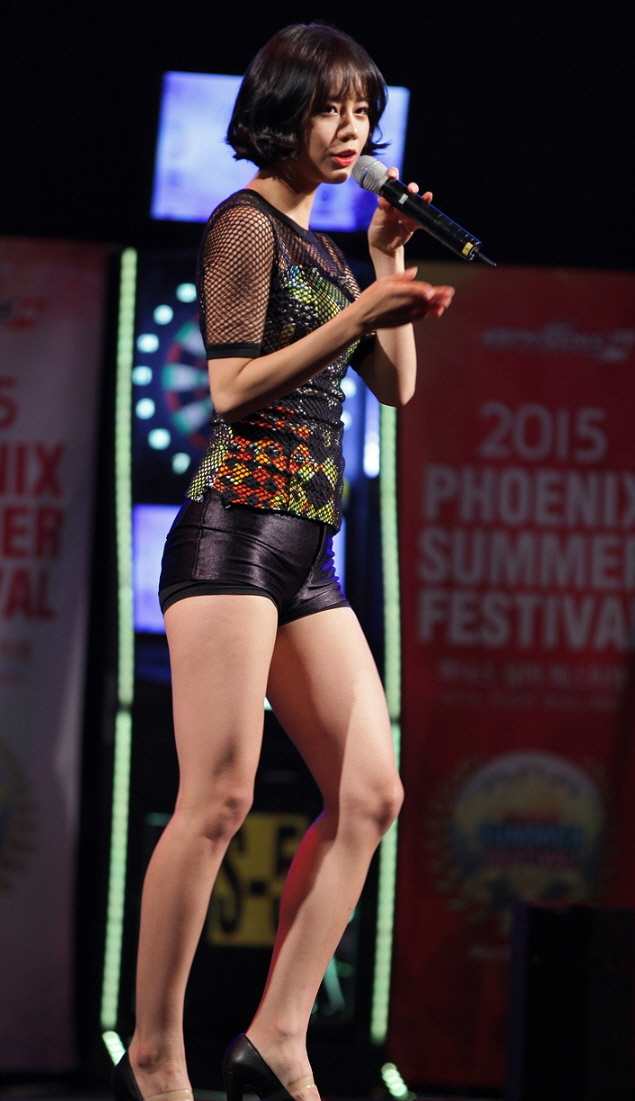
2015 피닉스 섬머 페스티벌 일산 킨텍스 혜리.

혜리는 고된 군대 훈련소 훈련을 받으며 내숭이나 꾸밈없이 있는 그대로의 모습을 드러내며 시청자의 마음을 사로잡았고, 교관을 향한 앙탈 애교를 선보이며 《'진짜 사나이'》 첫 여군특집의 '신의 한수'로 떠올랐다. 이 같은 혜리의 모습은 특유의 명랑한 웃음과 씩씩한 태도와 버무려져 뭘 해도 호감인 스타로 재탄생했고, 그녀는 《'진짜 사나이'》가 발견한 최고의 스타로 손꼽히고 있다. 진짜 사나이를 통해 '2014 MBC 연예대상' 여자 신인상을 수상하는 쾌거를 거뒀다.

혜리는 이후, JTBC 드라마 《선암여고 탐정단》에서 첫 주연을 맡았다. 같은 해 말, 그녀는 SBS 드라마 《하이드 지킬, 나》에 출연하였다.

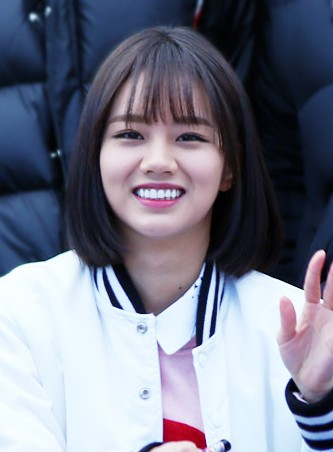
2016년 2월, 《응답하라 1988》 시청률 공약 팬사인회에서 혜리.

2015년 5월 18일, 혜리는 응답하다 세 번째 시리즈인 tvN 드라마 《응답하라 1988》의 여주인공으로 캐스팅이 확정됐다는 보도가 나왔다. 이 드라마는 2015년 11월부터 2016년 1월까지 케이블TV 역대 최고 시청률 19.6%를 기록하며 20%에 육박하는 높은 시청률과 많은 화제 속에 방송 되었고, 그녀는 극중 성덕선 역할을 완벽하게 연기해 전 국민의 사랑을 받으며 일약 스터덤에 올랐다.
2016년, 혜리는 4월부터 방송 된 SBS 드라마 《딴따라》에서 정그린 역을 맡으면서 지성, 강민혁 등과 호흡을 맞췄다. 이 작품을 통해 당해 말에 있는 '2016 SBS 연기대상'에서 뉴스타상을 수상했다.
2017년 4월 영화 《물괴》의 주연으로 캐스팅됐다는 보도가 나왔다. 혜리의 첫 영화로, 김명민이 연기한 '윤겸' 역의 딸인 '윤명' 역을 맡았다. 하지만 2018년 9월 12일 《물괴》가 개봉된 후 관람한 관객들은 혜리의 연기력이 아쉬웠다는 평을 내놓았다.
2017년 11월부터 방송 된 MBC 드라마 《투깝스》에서 사회부 기자 송지안 역을 맡으면서 조정석과 호흡을 맞췄다.
2018년 4월에 첫 방송을 한 tvN의 예능 《놀라운 토요일》에 신동엽, 박나래 등과 고정출연 중이다. 또, 전현무, 승리와 함께 2018 MBC 방송연예대상의 MC를 맡기도 하였다.

## 출연 작품

### 드라마
- 2012년 SBS 주말극장 《맛있는 인생》 ... 장미현 역
- 2013년 MBC Every1 금요드라마 《더 드라마틱》 ... 본인
- 2014년 SBS Plus 월요 웹드라마 《도도하라》 ... 카메오
- 2014년 JTBC 수요 미니시리즈 《선암여고 탐정단》 ... 이예희
- 2015년 SBS 드라마스페셜 《하이드 지킬, 나》 ... 민우정 역
- 2015년 tvN 금토 미니시리즈 《응답하라 1988》 ... 성덕선 / 성수연 역
- 2016년 SBS 드라마스페셜 《딴따라》 ... 정그린 역
- 2017년 ~ 2018년 MBC 월화 미니시리즈 《투깝스》 ... 송지안 역
- 2019년 tvN 수목 미니시리즈 《청일전자 미쓰리》 ... 이선심 역
- 2020년 tvN 월화 미니시리즈 《청춘기록》 ... 이해지 역 (특별출연)
- 2021년 tvN 수목 미니시리즈 《간 떨어지는 동거》 ... 이담 역
- 2021년 ~ 2022년 KBS2 월화 미니시리즈 《꽃 피면 달 생각하고》 ... 강로서 역
- 2022년 MBC 수목미니시리즈 《일당백집사》 ... 백동주 역
- 2025년 U+모바일tv 오리지널 드라마 《선의의 경쟁》 ... 유제이 역

### 영화
- 2018년 영화 《물괴》 ... 윤명 역
- 2019년 영화 《판소리 복서》 ... 민지 역
- 2024년 영화 《빅토리》 ... 필선 역
- 2025년 영화 《열대야》 ... 아리 역

## 방송

### 예능 (진행)
| 연도        | 방송사                 | 제목                                                        | 출연                   | 비고                                       |
| ----------- | ---------------------- | ----------------------------------------------------------- | ---------------------- | ------------------------------------------ |
| 2011        | SBS MTV                | 더 쇼                                                       | MC                     |                                            |
| 2014        | SBS MTV                | 더 쇼 : 올 어바웃 케이팝                                    | MC                     |                                            |
| 2014        | MBC                    | MBC 가요대제전                                              | MC                     | 김성주, 전현무, 이유리, 소유와 공동 진행   |
| 2014        | SBS MTV                | 더쇼 시즌4                                                  | MC                     | 지연, 정욱과 공동 진행                     |
| 2015        | SBS MTV                | 더쇼 시즌4                                                  | MC                     | 지연, 정욱과 공동 진행                     |
| KBS Joy     | 가온 차트 K-POP 어워드 | 이특과 공동 진행                                            | MC                     |                                            |
| MBC         | 쇼 음악중심            | 스페셜 MC                                                   | 찬열, 초아와 공동 진행 |                                            |
| 2016        | SBS                    | 스페셜 MC                                                   | 인기가요               | 잭슨, 육성재와 공동 진행                   |
| 2016        | MBC                    | 설특집 아이돌스타 육상 씨름 풋살 양궁 선수권대회            | MC                     | 전현무, 조권, 이특, 황광희 등과 공동 진행  |
| 2016        | MBC                    | 추석특집 2016 아이돌스타 육상 리듬체조 풋살 양궁 선수권대회 | MC                     | 전현무, 이수근, 양세형 등과 공동 진행      |
| 2016        | KBS2                   | KBS 연예대상                                                | MC                     | 이휘재, 유희열과 공동 진행                 |
| 2018 ~ 2020 | tvN                    | 놀라운 토요일                                               | MC                     | 신동엽, 박나래, 문세윤, 김동현과 공동 진행 |
| 2018        | MBC                    | MBC 방송연예대상                                            | MC                     | 전현무, 승리와 공동 진행                   |
| 2022        | KBS2                   | KBS 연기대상                                                | MC                     | 전현무, 정용화와 공동 진행                 |
| 2023        | ENA                    | 혜미리예채파                                                | 고정 출연              |                                            |

### 텔레비전 프로그램
| 연도        | 방송사              | 제목                                  | 출연                 | 비고                                                             |
| ----------- | ------------------- | ------------------------------------- | -------------------- | ---------------------------------------------------------------- |
| 2010        | MBC                 | 청춘 버라이어티 꽃다발                | 게스트               | 걸스데이 멤버들과 출연                                           |
| 2011 ~ 2014 | SBS                 | 놀라운 대회 스타킹                    | 고정 패널            | 걸스데이 멤버들과 출연                                           |
| 2011        | Mnet                | 걸스데이 엠픽                         | 본인                 | 걸스데이 단독 리얼리티 걸스데이 멤버들과 출연                    |
| 2011        | KBS2                | 체험 삶의 현장                        | 게스트               | 스키장 편, 걸스데이 멤버들과 출연                                |
| 2011        | MBC every1          | 복불복쇼 2                            | 게스트               | 소진과 출연                                                      |
| 2011        | KBS2                | 개그콘서트 - 슈퍼스타 KBS 코너        | 게스트 (뽕 시스터즈) | 걸스데이 멤버들과 출연                                           |
| 2011        | MBC every1          | 주간 아이돌                           | 게스트               | 18회, 걸스데이 멤버들과 출연                                     |
| 2012        | MBC                 | 설 특집 아이돌스타 알까기 선수권대회  | 게스트               | 걸스데이 멤버들과 출연                                           |
| 2012        | MBC                 | 제4회 아이돌스타 육상 수영 선수권대회 | 게스트               | 걸스데이 멤버들과 출연                                           |
| 2012        | KBS joy             | 더 체어 코리아 시즌2                  | 게스트               | 8회, 소진과 출연                                                 |
| 2012        | KBS joy             | 안아줘(안녕하세요가 아니라고 말해줘)  | 게스트               | 민아와 출연                                                      |
| 2012        | Mnet                | 비틀즈코드                            | 게스트               | 37회, 걸스데이 멤버들과 출연                                     |
| 2012        | MBC every1          | 주간 아이돌                           | 게스트               | 74회, 걸스데이 멤버들과 출연                                     |
| 2013        | SBS funE            | 스타 뷰티쇼 SEASON2                   | 게스트               | 9회, 걸스데이 멤버들과 출연                                      |
| 2013        | MBC every1          | 주간 아이돌                           | 게스트               | 105회, 걸스데이 멤버들과 출연                                    |
| 2013        | KBS2                | 불후의 명곡 - 쿨 특집                 | 게스트               | 걸스데이 멤버들과 출연                                           |
| 2013        | MBC                 | 추석 특집 아이돌스타 육상 선수권대회  | 게스트               | 걸스데이 멤버들과 출연                                           |
| 2013        | SBS                 | 추석 특집 스타 페이스오프             | 게스트               | 걸스데이 멤버들과 출연                                           |
| 2013        | Mnet                | 비틀즈 코드 시즌2                     | 게스트               | 82회, Legend of 걸스데이 편, 걸스데이 멤버들과 출연              |
| 2014        | KBS2                | 위기탈출 넘버원                       | 게스트               | 걸스데이 멤버들과 출연                                           |
| 2014        | MBC every1          | 주간 아이돌                           | 게스트               | 134회, 걸스데이 멤버들과 출연                                    |
| 2014        | KBS2                | 대국민 토크쇼 안녕하세요              | 게스트               | 161회, 걸스데이 멤버들과 출연                                    |
| 2014        | MBC                 | 휴먼다큐 사람이 좋다                  | 게스트               | 64회, 걸스데이 편 걸스데이 멤버들과 출연                         |
| 2014        | KBS2                | 출발 드림팀 시즌2                     | 게스트               | 214회                                                            |
| 2014        | KBS2                | 위기탈출 넘버원                       | 게스트               | 441회                                                            |
| 2014        | KBS2                | 밥상의 신                             | 게스트               | 14회                                                             |
| 2014        | KBS2                | 비타민                                | 게스트               | 546회, 소진과 출연                                               |
| 2014        | MBC                 | 진짜 사나이 여군특집                  | 고정                 | 5부작, 69회~73회                                                 |
| 2014        | MBC                 | 우리 결혼했어요 시즌4                 | 특별 출연            | 227회, 홍종현 & 유라 커플 편 걸스데이 멤버들과 출연              |
| 2014        | tvN                 | SNL 코리아                            | 게스트               | 28회, 걸스데이 편 걸스데이 멤버들과 출연                         |
| 2014        | KBS2                | 1대100                                | 게스트               | 359회                                                            |
| 2014        | JTBC                | 마녀사냥                              | 게스트               | 68회                                                             |
| 2014        | MBC                 | 황금어장 라디오스타                   | 게스트               | 404회, '내가 제일 잘나가' 특집                                   |
| 2014        | SBS                 | 에코빌리지 즐거운 家!                 | 게스트               | 13회                                                             |
| 2015        | MBC MUSIC           | 걸스데이의 어느 멋진 날               | 본인                 | 걸스데이 단독 리얼리티 걸스데이 멤버들과 출연                    |
| 2015        | MBC                 | 진짜 사나이 시즌2                     | 내레이션             | 1회, 강원도 102보충대대 편                                       |
| 2015        | KBS2                | 슈퍼맨이 돌아왔다 'X-파일 스페셜 편'  | 내레이션             |                                                                  |
| 2015        | MBC every1          | 주간 아이돌                           | 게스트               | 210회, 걸스데이 멤버들과 출연                                    |
| 2016        | MBC                 | 설 특집 몰카배틀-왕좌의 게임          | 게스트               |                                                                  |
| 2016        | KBS2                | 슈퍼맨이 돌아왔다 'X-파일 스페셜 편'  | 내레이션             |                                                                  |
| 2016        | SBS                 | 일요일이 좋다 - 런닝맨                | 게스트               | 294회, '로봇 전쟁' 편                                            |
| 2016        | KBS2                | 해피투게더                            | 게스트               | 444회, '꽃길만 걸으소서' 특집 유라와 출연                        |
| 2016        | tvN                 | 내 귀에 캔디                          | 특별출연 (목소리)    | 9회~10회, 장근석 편                                              |
| 2017        | KBS2                | 해피투게더                            | 게스트               | 491회~492회, 15주년 '쟁반 노래방 리턴즈' 특집 유라와 출연        |
| 2017        | KBS2                | 대국민 토크쇼 안녕하세요              | 게스트               | 318회, 걸스데이 멤버들과 출연                                    |
| 2017        | SBS                 | 백종원의 3대 천왕                     | 게스트               | 78회, '제주도 어디까지 먹어봤니? 특집' 편 걸스데이 멤버들과 출연 |
| 2017        | JTBC                | 아는 형님                             | 게스트               | 68회, 형님학교 - 걸스데이 편 걸스데이 멤버들과 출연              |
| 2017        | JTBC                | 한끼줍쇼                              | 게스트               | 24회, 쌍문동 편 민아와 출연                                      |
| 2017        | tvN                 | 현장토크쇼 택시                       | 게스트               | 471회, 걸스데이 특집 편 걸스데이 멤버들과 출연                   |
| 2017        | Mnet                | 신양남자쇼                            | 게스트               | 7회~8회, 걸스데이 편 걸스데이 멤버들과 출연                      |
| 2017        | tvN                 | 인생술집                              | 게스트               | 19회, 걸스데이 편 걸스데이 멤버들과 출연                         |
| 2017        | MBC                 | 마이 리틀 텔레비전                    | 게스트               | 96회~97회 유라와 출연                                            |
| 2020        | tvN                 | 바퀴 달린 집                          | 게스트               | 1회~2회 라미란과 출연                                            |
| 2021        | JTBC                | 아는 형님                             | 게스트               | 272회 로제와 출연                                                |
| 2021        | tvN                 | 놀라운 토요일-도레미 마켓             | 깜짝출연             | 153회                                                            |
| 2021        | tvN                 | 놀라운 토요일-도레미 마켓             | 게스트               | 161회 장기용과 출연                                              |
| 2021        | KBS2                | 1박 2일                               | 게스트               | 104~106회                                                        |
| 2024        | M.Net YouTube TVING | 동네스타K                             | 게스트               | 19회                                                             |

### 웹예능
| 연도 | 방송사 | 제목          | 출연   | 비고 |
| ---- | ------ | ------------- | ------ | ---- |
| 2024 | 유튜브 | 덱스의 냉터뷰 | 게스트 |      |

## 뮤직 비디오
| 연도 | 가수        | 노래          | 비고        |
| ---- | ----------- | ------------- | ----------- |
| 2013 | 원더 보이즈 | 타잔          |             |
| 2013 | NC.A        | 교생쌤        | 드라마 Ver. |
| 2013 | 씨클라운    | 흔들리고 있어 |             |

## 광고
| 연도         | 기업명                 | 제품명                                        | 종류                     | 공동 출연                            |
| ------------ | ---------------------- | --------------------------------------------- | ------------------------ | ------------------------------------ |
| 2011         | (주)제이엠제이브로스   | 코나빈스                                      | 카페 프랜차이스 업체     | 걸스데이                             |
| 2011         | (주)구김스             | 구김스 2011 S/S 시즌 화보                     | 의류                     | 걸스데이                             |
| 2011         | 넥슨                   | 던전앤파이터                                  | 모바일 게임              | 걸스데이 (with 달샤벳)               |
| 2011         | PAL&C                  | 네파(NEPA)                                    | 아웃도어                 | 걸스데이 (with 2PM)                  |
| 2012~2013    | (주)반도옵티칼         | 반도옵티칼                                    | 아이웨어 브랜드          | 걸스데이                             |
| 2013         | (주)BHC                | BHC 치킨                                      | 치킨 프랜차이즈          | 걸스데이                             |
| 2013         | (주)코바스             | 시크릿 스타걸                                 | 인조 속눈썹, 네일 브랜드 | 걸스데이                             |
| 2013         | 해태제과×에자키 글리코 | 포키                                          | 스낵                     | 걸스데이 (런칭 모델)                 |
| 2013~2014    | (주)엠앤디글로벌       | 비타데이                                      | 비타음료                 | 걸스데이                             |
| 2013~2014    | LG전자                 | 포켓포토 POPO                                 | 사진 인화기              | 걸스데이                             |
| 2013~2014    | LG전자                 | 이어폰 TONE+                                  | 이어폰                   | 걸스데이                             |
| 2014         | (주)LF                 | 헤지스 액세서리                               | 가방, 액세서리           | 걸스데이                             |
| 2014         | (주)피닉스             | 걸스데이가 착용하는 전자손목시계 "LSH"        | 우레탄밴드 제품          | 걸스데이                             |
| 2014         |                        | 애목공간(愛沐空間)                            | 화장품                   | 중국 광고(런칭 모델), 걸스데이       |
| 2014         | (주)넥슨               | 영웅의 군단                                   | 모바일 게임              | 걸스데이                             |
| 2014         | (주)넥슨               | 서든어택                                      | 모바일 게임              | 걸스데이                             |
| 2014         | (주)오리온             | 닥터유 다이제                                 | 스낵                     | 걸스데이                             |
| 2014         | 리미티드에디션코리아   | 걸스데이 한정판 폰케이스                      | 폰케이스                 | 걸스데이 (초상권 사용 계약)          |
| 2014         | GS그룹                 | GS&콘서트 2014 홍보모델                       | 콘서트                   | 걸스데이                             |
| 2014         | LG전자                 | AKA                                           | 휴대폰                   | 걸스데이                             |
| 2014~2015    | 롯데월드               | 롯데워터파크                                  | 워터파크                 | 걸스데이                             |
| 2014~2015    | (주)콜핑               | (주)BTR                                       | 아웃도어(의류)           | 걸스데이                             |
| 2014~2015    | (주)모나와             | 헝그리앱                                      | 모바일 게임              |                                      |
| 2014~2015    | EXR 코리아             | EXR                                           | 스포츠웨어(의류)         |                                      |
| 2014~2016    | 농심                   | 너구리                                        | 라면                     | 강하늘                               |
| 2014~2016    | 푸마코리아             | 푸마 핏하우스                                 | 스포츠웨어(의류)         |                                      |
| 2014~2017    | (주)코리아세븐         | 세븐일레븐PB                                  | 편의점                   |                                      |
| 2014~2017    | 잡코리아               | 알바몬                                        | 구인구직포털사이트       |                                      |
| 2014~2017    | (주)싸이닉             | 싸이닉                                        | 화장품                   | 걸스데이                             |
| 2014~2018    | 아모레퍼시픽           | 미장센                                        | 헤어케어                 | 걸스데이                             |
| 2015~2016    | 메쉬코리아             | 부탁해                                        | 배달앱                   |                                      |
| 2015~2016    | (주)훌랄라             | 훌랄라                                        | 치킨 프랜차이즈          | 걸스데이                             |
| 2015~2016    | (주)넥슨               | 테일즈런너                                    | 온라인 게임              | 걸스데이                             |
| 2015~2016    | 롯데제과               | 가나초콜릿 × '응답하라1988 덕선' ※풋티지 광고 | 초콜릿                   |                                      |
| 2015~2018    | (주)불스원             | 불스원 폴라패밀리 선바이저 방향제             | 자동차 방향제            | 걸스데이 멤버 모두 출연(2016~2017년) |
| 2015~ (현재) | 삼양사                 | 큐원 상쾌환                                   | 숙취해소제               |                                      |
| 2015~ (현재) | (주)스테이션3          | 다방                                          | 부동산중개 앱            |                                      |
| 2016         | 중앙선거관리위원회     | '응답하라 4000만×응답하라 1988' ※풋티지 광고  | 공익 광고                | 이일화                               |
| 2016         | (주)센스맘             | 센스맘 아이러브                               | 눈마사지기               | 성동일                               |
| 2016~2017    | 보해양조               | 잎새주                                        | 주류                     |                                      |
| 2016~2018    | (주)불스원             | 불스원 크리스탈 코트                          | 자동차 세정제            | 걸스데이, 2018년부터 단독으로 출연   |
| 2016~2018    | 아모레퍼시픽           | 해피바스                                      | 바디케어                 |                                      |
| 2018         | 한불화장품             | 잇츠스킨                                      | 화장품                   |                                      |
| 2019         | 오뚜기                 | 진짜 쫄면                                     | 간편 식품                |                                      |
| 2019~ (현재) | (주)케이에스터         | KIVULI(키블리)                                | 아이웨어                 |                                      |
| 2019~ (현재) | 동아제약               | 노스카나                                      | 상처치료제               |                                      |
| 2020~ (현재) | 칭따오 코리아          | 칭따오 퓨어 드래프트(생)                      | 주류                     | 정상훈                               |
| 2020~ (현재) | 킹스그룹 홀딩스        | S.O.S : 스테이트 오브 서바이벌                | 모바일게임               |                                      |
| 2021~2022    | 바바패션               | JJ지고트                                      | 여성의류                 |                                      |
|              |                        |                                               |                          |                                      |

## 기타 경력
| 연도 | 홍보대사명                                                                         | 비고   |
| ---- | ---------------------------------------------------------------------------------- | ------ |
| 2010 | 한국컨텐츠산업연합 홍보대사(걸스데이)                                              |        |
| 2011 | 선플로 만드는 화목한 가정 캠페인 홍보대사(걸스데이)                                |        |
| 2011 | 서울국제뷰티산업제전 홍보대사(걸스데이)                                            |        |
| 2011 | 제2회 대한민국 나눔대축제 홍보대사(걸스데이)                                       |        |
| 2012 | 영화 《짱구는 못말려 극장판: 태풍을 부르는 황금 스파이 대작전》 홍보대사(걸스데이) |        |
| 2012 | 서울 캐릭터 라이선싱 페어 2012 홍보대사(걸스데이)                                  |        |
| 2013 | 분당경찰서와 함께하는 학교폭력 근절 캠페인 홍보대사(걸스데이)                      |        |
| 2013 | 2013 지상군 페스티벌 홍보대사(걸스데이)                                            |        |
| 2013 | 플랜코리아 홍보대사(걸스데이)                                                      |        |
| 2013 | 전국기능경기대회 홍보대사(걸스데이)                                                |        |
| 2013 | 3D·UHD콘텐츠 홍보대사(걸스데이)                                                    |        |
| 2014 | 한국산업기술진흥원 케이-걸스데이(k-Girls'Day)홍보대사(걸스데이)                    |        |
| 2014 | 2014년 부산 패션위크 홍보대사(걸스데이)                                            |        |
| 2015 | 한국청소년상담복지개발원 홍보대사(걸스데이)                                        |        |
| 2015 | 실크로드 경주 2015' 홍보대사(걸스데이)                                             |        |
| 2017 | 2018 평창동계올림픽대회 및 동계패럴림픽대회 '패션 크루 프렌즈' 홍보대사(걸스데이)  | [ 21 ] |

## 수상 및 후보
| 연도 | 시상식                          | 부문                               | 작품                       | 결과 |
| ---- | ------------------------------- | ---------------------------------- | -------------------------- | ---- |
| 2014 | MBC 방송연예대상                | 여자 신인상                        | 진짜 사나이 - 여군특집 1기 | 수상 |
| 2015 | 2015 다음 연예                  | 여자 라이징 연기돌                 | 응답하라 1988              | 수상 |
| 2016 | 제8회 InStyle 스타 아이콘       | 아이돌 여자배우 부문               | 빈칸                       | 수상 |
| 2016 | 제8회 InStyle 스타 아이콘       | 스타일 아이콘상                    | 빈칸                       | 후보 |
| 2016 | 제52회 백상예술대상             | TV부문 여자 신인연기상             | 응답하라 1988              | 후보 |
| 2016 | 제52회 백상예술대상             | TV부문 여자 인기상                 | 응답하라 1988              | 후보 |
| 2016 | 제4회 드라마 피버 어워즈        | 베스트 키스상(With 박보검)         | 응답하라 1988              | 수상 |
| 2016 | 제5회 에이판 스타 어워즈        | 여자 신인연기상                    | 응답하라 1988              | 수상 |
| 2016 | 제9회 코리아 드라마 어워즈      | 여자 신인연기상                    | 응답하라 1988              | 후보 |
| 2016 | tvN10 어워드                    | 드라마 여자부문 Made in tvN        | 응답하라 1988              | 후보 |
| 2016 | tvN10 어워드                    | 대세스타 여자부문                  | 응답하라 1988              | 수상 |
| 2016 | tvN10 어워드                    | 베스트 키스상(With 박보검)         | 응답하라 1988              | 후보 |
| 2016 | 제1회 아시아 아티스트 어워즈    | 여자 인기상                        | 응답하라 1988              | 후보 |
| 2016 | SBS 연기대상                    | 뉴스타상                           | 딴따라                     | 수상 |
| 2016 | SBS 연기대상                    | 로맨틱코미디부문 여자 최우수연기상 | 딴따라                     | 후보 |
| 2017 | MTN 방송광고 페스티벌           | CF 여자 스타상                     | 빈칸                       | 수상 |
| 2017 | MBC 연기대상                    | 월화극부문 여자 최우수연기상       | 투깝스                     | 후보 |
| 2018 | 제2회 더 서울 어워즈            | 영화부문 여자인기상                | 물괴                       | 후보 |
| 2018 | 2019 대한민국 퍼스트브랜드 대상 | 여자예능돌 부문                    | 빈칸                       | 수상 |
| 2022 | MBC 연기대상                    | 미니시리즈부문 여자 우수연기상     | 일당백집사                 | 수상 |
| 2022 | KBS 연기대상                    | 미니시리즈부문 여자 우수연기상     | 꽃 피면 달 생각하고        | 수상 |
| 2022 | KBS 연기대상                    | 여자 네티즌상                      | 꽃 피면 달 생각하고        | 후보 |
| 2022 | KBS 연기대상                    | 베스트 커플상 (with 유승호)        | 꽃 피면 달 생각하고        | 후보 |
| 2024 | 제45회 청룡영화상               | 신인여우상                         | 빅토리                     | 후보 |
| 2025 | 제61회 백상예술대상             | 영화부문 여자 신인연기상           | 빅토리                     | 후보 |
| 2025 | 제4회 청룡 시리즈 어워즈        | 업비트 인기스타상                  | 선의의 경쟁                | 수상 |
| 2025 | 제4회 청룡 시리즈 어워즈        | 여우주연상                         | 선의의 경쟁                | 후보 |
| 2025 | 제4회 청룡 시리즈 어워즈        | 여자 예능인상                      | 미스터리 수사단            | 후보 |